# Pelidnota abracadabra
Pelidnota abracadabra är en skalbaggsart som beskrevs av Soula 2009. Pelidnota abracadabra ingår i släktet Pelidnota och familjen Rutelidae. Inga underarter finns listade i Catalogue of Life.